# 奧胡斯主教座堂

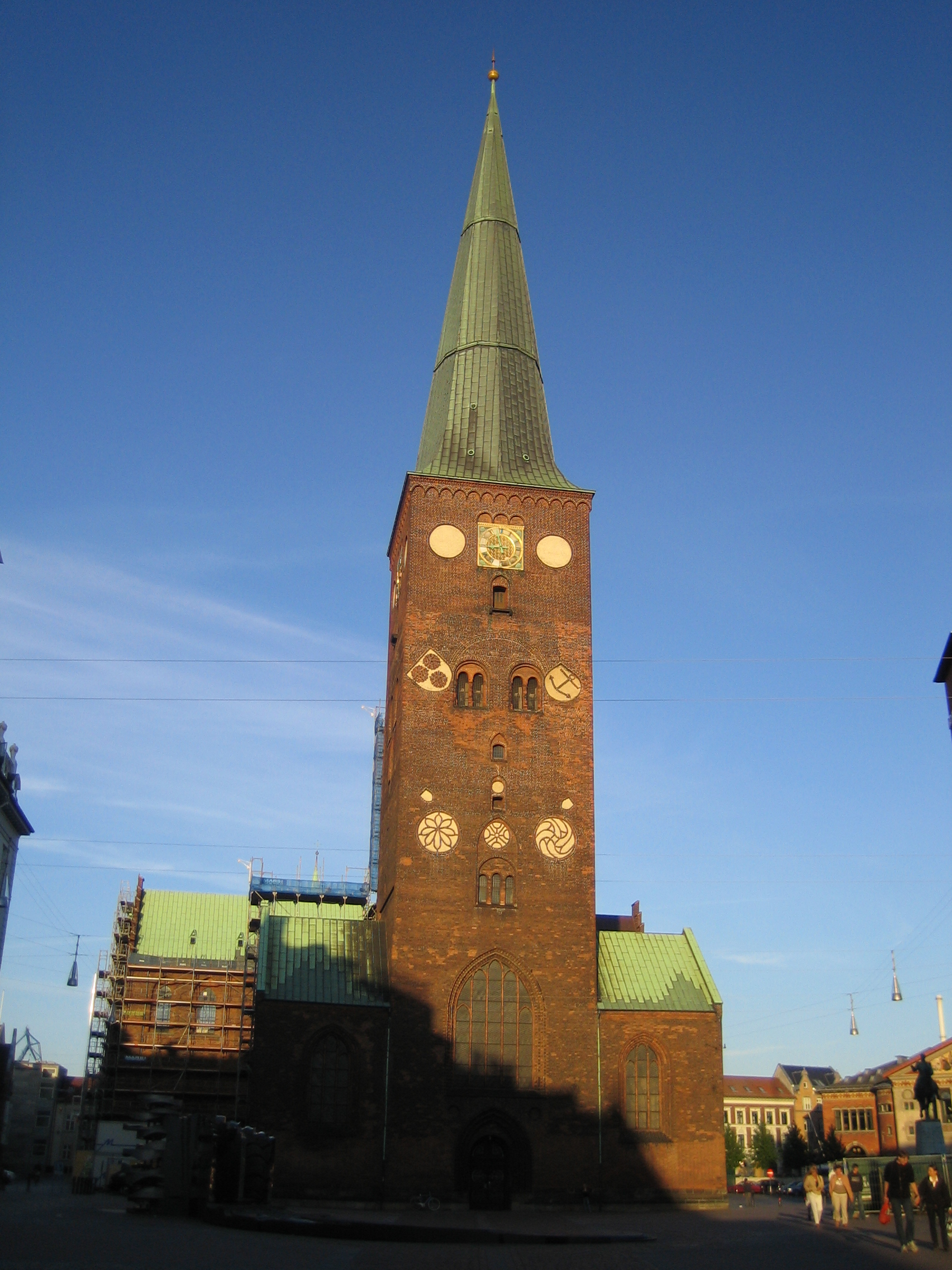

奧胡斯主教座堂（丹麥語：Aarhus Domkirke）是位於丹麥城市奧胡斯的一座大教堂。奧胡斯主教座堂是丹麥最長且最高的教堂，長度達93米（305英尺），高度達96米（315英尺）。

## 历史
奧胡斯主教座堂於12世紀開始建設，可以容納大約1200人。